# Ctenotus essingtonii
Espèce
Synonymes
- Tiliqua essingtonii Gray, 1842

Ctenotus essingtonii est une espèce de sauriens de la famille des Scincidae.

## Répartition
Cette espèce est endémique du Territoire du Nord en Australie.

## Étymologie
Cette espèce est nommée en référence au lieu de sa découverte : Port Essington.

## Publication originale
- Gray, 1842 : Description of some hitherto unrecorded species of Australian reptiles and batrachians. Zoological Miscellany, vol. 2, p. 51-57 (texte intégral).